# Giorgio Locatelli
Giorgio Locatelli (Vergiate, 7 aprile 1963) è un cuoco e personaggio televisivo italiano. Nel corso della sua carriera ha collezionato 4 stelle Michelin.

## Biografia
Giorgio Locatelli nasce il 7 aprile 1963 a Corgeno, frazione di Vergiate (VA). Figlio d'arte, la famiglia gestiva infatti un ristorante stellato ossia La Cinzianella sul lago di Comabbio. Diplomato alla scuola alberghiera si appassiona alla cucina nel ristorante di famiglia.
Dal 1983 si è trasferito all'estero: infatti dal 1986 vive e lavora a Londra. Ha lavorato presso il Savoy Hotel di Londra per quattro anni, poi al ristorante Laurent e La Tour d'Argent di Parigi. Nel 1995 ha fatto ritorno a Londra lavorando per circa un anno in qualità di headchef presso il ristorante Olivo; al contempo ha aperto il ristorante Zafferano, insignito di una stella Michelin nel 1999.
Nel 1997 a Londra aprì il ristorante Spighetta poi nel 2009 aprì altro ristorante Spiga: ambedue tali attività furono successivamente chiuse mentre la conduzione del ristorante Zafferano fu lasciata nel 2001. Nel 2002, assieme alla moglie, ha inaugurato il ristorante Locanda Locatelli, insignito l'anno seguente di una stella Michelin, poi il 2 gennaio 2025 questo ristorante è stato chiuso.
Ha acquisito un ristorante a Dubai chiamato Ronda Locatelli, che si trova all'interno dell'Hotel Atlantis, poi ha aperto il ristorante Sabia in locali dell'albergo One&Only Portonovi ubicato in Castelnuovo (Montenegro). Nel gennaio 2025 Locatelli ha vinto il bando pubblico per aprire un ristorante nella National Gallery (Londra): questa apertura sarà effettuata nel maggio 2025.
Dal 2013 ha partecipato a Italy Unpacked, una serie di documentari inglesi per la BBC sull'arte e la cucina tradizionale italiana come accompagnatore dello storico e presentatore Andrew Graham-Dixon.
Il 1º giugno 2018 è stato ufficializzato il suo ingresso nella giuria di MasterChef Italia per l'ottava edizione, in sostituzione di Antonia Klugmann.
Ha realizzato numerosi libri di cucina dove l'Italia rimane protagonista, come Made In Italy, Food & Stories (2008) e Made in Sicily (2011), considerato a oggi il miglior libro al mondo sulla cucina siciliana scritto in inglese, e Fatto in casa, libro di ricette pubblicato a novembre 2018 da Mondadori.
Pur avendo egli detto più volte di volersi dedicare solo a MasterChef, Sky gli ha affidato due esclusive assolute per il canale in chiaro TV8, Maître Chocolatier e Home Restaurant.

## Vita privata
Giorgio Locatelli è sposato con l'inglese Plaxy Exton dal 5 agosto 1995. La coppia ha una figlia che è affetta da diverse allergie alimentari ed è vegana, questa situazione ha motivato suo padre nello studio di ricette peculiari adatte a lei e alle persone con le identiche necessità.

## Programmi televisivi
- Italy Unpacked (BBC Two, 2013-2015) – Accompagnatore di Andrew Graham-Dixon
- The Big Family Cooking Showdown (Netflix, 2017) – Giudice
- Rome Unpacked (BBC Two, 2018) – Accompagnatore di Andrew Graham-Dixon
- MasterChef Italia (Sky Uno, 2018, dal 2019) – Ospite[19] (2018) giudice (dal 2019)
- MasterChef All Stars Italia (Sky Uno, 2019) – Giudice ospite
- E poi c'è Cattelan (Sky Uno, 2019) – Ospite
- Maître Chocolatier - Talenti in sfida (TV8, 2021, 2024) – Conduttore
- Home Restaurant (TV8, 2022-2023) – Conduttore
- Celeb Cooking School (E4, 2022-2023) Giudice
- Call My Agent - Italia, regia di Luca Ribuoli - serie TV, episodio 2x04 (2024) - Cameo
- Money Road (E3, 2025) Ospite

## Premi e riconoscimenti
Giorgio Locatelli è stato tra i primi cuochi italiani premiati con una stella Michelin in ristoranti al di fuori dell'Italia, stella che non ha mai perso. Nel 2016 è stato insignito dall'Ambasciatore italiano Pasquale Terracciano del titolo Ufficiale dell'Ordine al merito della Repubblica italiana, equivalente del titolo di Cavaliere della Gran Bretagna.

### Zafferano
- 1 Stella Michelin  (dal 1999 al 2012, Locatelli abbandona la sua conduzione nel 2001)

### Locanda Locatelli
- 1 Stella Michelin  (dal 2003)

## Opere
- (EN) Giorgio Locatelli e Tony Allan, Tony & Giorgio, illustrazioni di Jason Lowe, London, Fourth Estate, 2003, ISBN 9780007141449.
- (EN) Giorgio Locatelli e Sheila Keating, Made in Italy. Food & stories, New York, Ecco, 2007, ISBN 9780061351495.
- (EN) Giorgio Locatelli e Sheila Keating, Made in Sicily, illustrazioni di Lisa Linder, 1ª ed., New York, Ecco, 2011, ISBN 9780062130372.

Made in Sicily. Le ricette della tradizione siciliana, Milano, Mondadori, 2019. ISBN 978-88-04-71111-7.
- (EN) Giorgio Locatelli e Sheila Keating, Made at Home. The food I cook for the people I love. Family recipes for every day, illustrazioni di Lisa Linder, London, Fourth Estate, 2017, ISBN 9780008296667.

Fatto in casa. Le cose che cucino per le persone che amo, Milano, Mondadori, 2018. ISBN 978-88-04-70718-9.
- Siete tutti invitati. Cinquanta ricette per una cucina da condividere, Milano, Mondadori, 2020. ISBN 978-88-04-72162-8.

### Opere tradotte in altre lingue
- (DE) Giorgio Locatelli e Sheila Keating, Sizilien. Das Kochbuch, traduzione di Susanne Vogel, illustrazioni di Lisa Linder, München, Christian Verlag, 2012, ISBN 9783862441525.
- (NL) Giorgio Locatelli e Sheila Keating, Made in Sicily. Recepten & verhalen, traduzione di Hennie Franssen-Seebregts, illustrazioni di Lisa Linder, Hilversum – Tielt, Fontaine Uitgevers – Lannoo, 2012, ISBN 9789072975102.